# Alphonsus de Guimaraens
Alphonsus de Guimaraens, pseudonimo di Afonso Henrique da Costa Guimarães (Ouro Preto, 24 luglio 1870 – Mariana, 15 luglio 1921), è stato un poeta brasiliano.

## Biografia
Figlio di un commerciante portoghese, Albino da Costa Guimarães e della brasiliana Francisca de Paula Guimarães Alvim, durante la sua infanzia subì un grande dolore a causa della improvvisa e prematura morte della sua cugina Constança.
Si iscrisse, dapprima alla facoltà di ingegneria dell'università locale e successivamente,
nel 1891, si trasferì a San Paolo per frequentare il dipartimento di giurisprudenza, laureandosi ad Ouro Preto nel 1893.
In questo periodo di studi, collaborò con alcuni giornali locali, quali Diário Mercantil, Comércio de São Paulo, Correio Paulistano, O Estado de S. Paulo e A Gazeta.
Nel 1894 si laureò e l'anno seguente, durante un suo soggiorno a Rio de Janeiro, conobbe il celebre poeta João da Cruz e Sousa, divenendo suo amico.
Tre anni dopo sposò Zenaide de Oliveira, con la quale avrà quattordici figli.

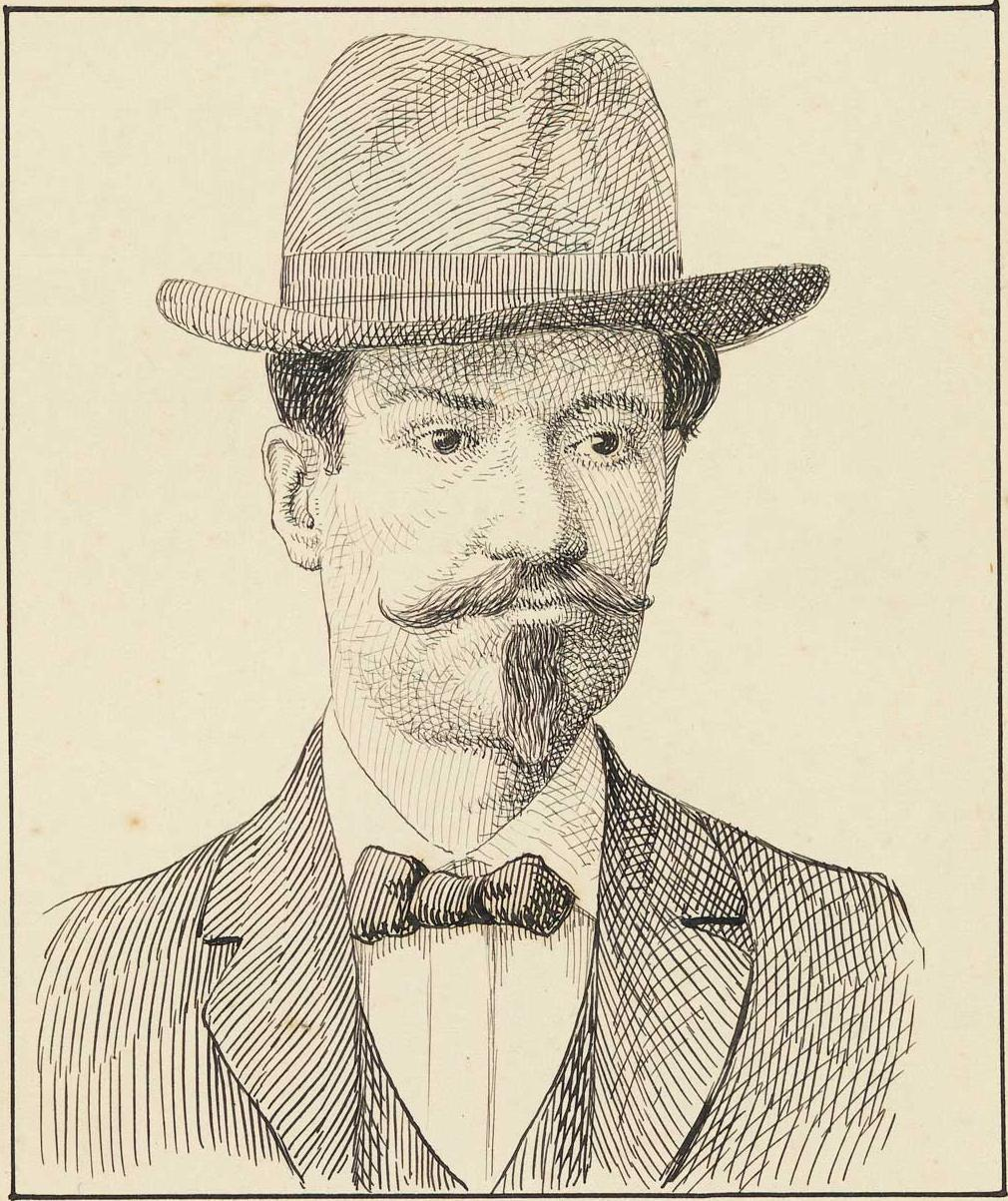
Alphonsus de Guimarães.

Il suo esordio letterario avvenne nel 1899 con due volumi di versi: Septenário das Dores de Nossa Senhora e Câmara Ardente e Dona Mística. Contemporaneamente intraprese la professione di giudice, che però esercitò solo per quattro anni, finendo per incappare in gravi difficoltà economiche-finanziarie, fino al 1906, quando assunse il ruolo di giudice a Mariana, lavoro che conservò per tutta la vita.
Pur appartenendo al grande filone del Simbolismo brasiliano, Alphonsus de Guimaraens si distinse per i suoi versi classicheggianti, cristallini e genuini, oltreché per una musicalità celebrativa ed incantevole, accostabile a quella di Verlaine e di Stéphane Mallarmé.
Il poeta si allontanò anche dalle ambiguità e dai travagli tipici del Simbolismo esprimendo emozioni con accenti e caratteristiche che anticiparono il Decadentismo.
La composizione dei suoi versi risultò molto curata e affine ai nuovi ritmi poetici francesi.
Le sue opere principali furono: Septenário das Dores de Nossa Senhora e Câmara Ardente (1899), Dona Mística (1899), Kiriale (1902), Pauvre Lyre, Pastoral aos crentes do amor e da morte (1923), Escada de Jacó, Pulvis , Salmos da noite, Poesias (1938), Jesus eu sei que ela morreu, Viceja....
Il filo conduttore dei suoi versi fu l'approfondimento della spiritualità, del significato della morte, della vita nell'aldilà, dell'amore impossibile, della solitudine. Un'altra sua caratteristica principale fu quella di accostare la spiritualità alla figura femminile, considerata alla stessa stregua di un angelo e di un essere celestiale. Sotto questo aspetto, il poeta evidenziò aderenze con il neo-romanticismo.

## Opere
- Septenário das Dores de Nossa Senhora e Câmara Ardente (1899);
- Dona Mística (1899);
- Kiriale (1902);
- Pauvre Lyre.

### Postumi
- Pastoral aos crentes do amor e da morte (1923);
- Escada de Jacó;
- Pulvis ;
- Salmos da noite;
- Poesias (1938);
- Jesus eu sei que ela morreu, Viceja....